# Due Leoni-Fontana Candida
Due Leoni-Fontana Candida – stacja na linii C metra rzymskiego. Pierwotnie stacja była część linii kolejowej Rzym-Fiuggi-Frosinone.
Stacja ma dwa wejścia: jedno przy Via Casilina obsługujący obszar miejski Fontana Candida i jeden przy Via Giarratana, obsługujący dzielnicę Due Leoni.

## Historia
Budowa wystartowała w 2008. Stacja została otwarta 9 listopada 2014 roku.